# Taira no Noritsune
Taira no Noritsune (平 教経, 1160-1185) est un samouraï du clan Taira qui a combattu durant la guerre de Gempei aux batailles de Mizushima, Ichi-no-Tani et Dan-no-ura. La légende affirme que durant cette bataille, il trouva la mort en se noyant, tenant un guerrier Minamoto coincé sous chaque bras.